# Gymnosoma occidua
Gymnosoma occidua är en tvåvingeart som först beskrevs av Walker 1849.  Gymnosoma occidua ingår i släktet Gymnosoma och familjen parasitflugor. Inga underarter finns listade i Catalogue of Life.